# Crocus sublimis
Crocus sublimis är en irisväxtart som beskrevs av Herb.. Crocus sublimis ingår i släktet krokusar, och familjen irisväxter. Inga underarter finns listade i Catalogue of Life.